# La Gerbe (Wochenzeitschrift)
La Gerbe (frz.: die Garbe) war eine von Juli 1940 bis August 1944 in Paris erscheinende Wochenzeitschrift der französischen Kollaboration mit dem Dritten Reich. Ihre politisch-literarische Ausrichtung war von Candide und Gringoire inspiriert, zwei in der Zwischenkriegszeit gegründeten Wochenzeitschriften. Im Frühjahr 1943 hatte sie einen Auflage von 140.000 Exemplaren.
Gründer und Herausgeber der Zeitschrift war der Schriftsteller Alphonse de Châteaubriant. Die Chefredaktion hatte Marc Augier. Gabrielle Storms-Castelot, die Mutter von André Castelot und Geliebte Châteaubriants, war Direktionssekretärin.
Der Titel der Zeitschrift spielt auf die von ihr vertretene Position an: Frankreich, zum Agrarstaat berufen, müsse sich in das von Hitler verwirklichte neue Europa integrieren. Radikal antikommunistisch, antirepublikanisch und antisemitisch sowie der Front populaire feindlich gesinnt, orientierte die Zeitschrift sich ideologisch am Faschismus und insbesondere am Nationalsozialismus. Frankreich soll sich einer „nationalen Gleichschaltung“ unterwerfen und dafür mit äußerster Kraft gegen den Individualismus kämpfen.
Die rassenhygienische und rassistische Zeitschrift stellte ihre Kolumnen George Montandon vom Institut pour la question juive, dem kollaborationistischen Gegenstück zum Institut zum Studium der Judenfrage zur Verfügung und erklärte in ihrer Ausgabe vom 7. November 1940: „Es ist die Stunde gekommen, zu sagen, dass Apollon und Pallas Athene die Abbilder des nordischen Manns und der nordischen Frau sind, eine Behauptung die zur Zeit der jüdischen Verschwörung unmöglich war.“
So, wie ihr Gründer dachte, ging auch La Gerbe eine Verbindung von Katholizismus und Rassismus ein. Sie verlangte, dass die Heilige Messe alles das zur Geltung bringe, was sie einer rassistischen Zeremonie näherbringt (21. November 1940), und fragte sich: Die Freude, sagte Vater Janvier in einem seiner Vorträge, ist der Motor des Lebens. Hat Hitler denn mit ‚Kraft durch Freude‘ etwas anderes gesagt?
Soweit die Literaturseite nicht unpolitisch war, enthielt sie Artikel von Paul Morand, Marcel Aymé und Jean Giono. André Castelot kümmerte sich um die Theaterkritik.